# Ojcowa Wola
Ojcowa Wola – wieś w Polsce położona w województwie warmińsko-mazurskim, w powiecie elbląskim, w gminie Młynary.
| SIMC    | Nazwa    | Rodzaj    |
| ------- | -------- | --------- |
| 0152974 | Kobyliny | część wsi |

W latach 1975–1998 miejscowość administracyjnie należała do województwa elbląskiego. Miejscowość leży w historycznym regionie Prus Górnych